# Dodo (principe)
Dodo, noto come Principe Yu (in manciù: , in cinese: 多鐸T, 多铎S, DuōduóP; 2 aprile 1614 – Pechino, 29 aprile 1649), è stato un principe e generale cinese di etnia manciù, agli inizi della dinastia Qing.

## Biografia
Dodo nacque nel clan manciù Aisin Gioro quindicesimo figlio di Nurhaci, fondatore della dinastia Qing. Sua madre era la moglie principale di Nurhaci, Abahai, che lo era anche dei suoi fratelli Ajige e Dorgon.

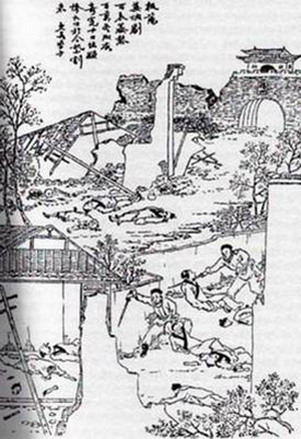
Una stampa su legno di epoca Qing rappresentante il massacro di Yangzhou del maggio 1645. Dodo ordinò questo massacro per indurre a sottomettersi altre città del sud della Cina. Verso la fine del XIX secolo il massacro fu usato dai rivoluzionari anti-Qing per suscitare sentimenti anti-manciù tra la popolazione cinese Han.

Nel 1620, a Dodo venne conferito il titolo di ejen, nobile di rango della dinastia Qing. Poi divenne beile, all'età di 13 anni e messo a capo della Bandiera a Fondo Bianco, iniziando ad amministrare  nel dicastero de Riti e in quello della guerra. Nel 1628, seguì Huang Taiji nella conquista della provincia di Chahar, in Mongolia, e gli venne conferito il titolo di eerkechuhuer (額爾克楚虎爾) per il suo contributo. L'anno seguente, seguì ancora Huang Taiji alla conquista della dinastia Ming, attraversando la Grande muraglia giungendo alla capitale dei Ming, Pechino.
Nel 1631 fu coinvolto nell'assedio dell'esercito Ming a Dalinghe. Perse l'equilibrio e cadde da cavallo durante una battaglia e si ferì gravemente a Jinzhou. L'anno seguente partecipò a una campagna contro Ligdan Khan di Chahar, e nel 1635 fu nominato comandante in capo per la prima volta.
Nel 1636, gli venne conferito il rango di qinwang con il titolo di "Principe Yu (豫)". Seguì Huang Taiji nella campagna contro Joseon e sconfisse il nemico a monte Nanhan. Due anni dopo, venne retrocesso di due gradi, a beile per aver portato con sé prostitute nel suo esercito. Nel 1641, Dodo partecipò alla Battaglia di Songjin e guidò l'esercito Qing nell'assedio a Jinzhou nella prima parte della battaglia. Condusse un'imboscata per spazzare via i resti del nemico a monte Song, nella battaglia finale, e si unì alle forze di Hooge nell'assediare monte Song e catturare il generale Ming Hong Chengchou. Fu promosso di un grado a  junwang  per il risultato raggiunto.
Nel 1644, Dodo entrò nella Cina delle 18 province dopo che il generale Ming Wu Sangui riuscì a forzare il passo Shanhai agli eserciti Qing. Sconfisse le forze ribelli sotto Li Zicheng al passo Shanhai e occupò la capitale Ming, dopodiché venne reintegrato come qinwang  e nominato "Grande Generale che pacifica la nazione" (定 國 大 將軍). Insieme a Kong Youde e Geng Zhongming, guidò un esercito di 200.000 uomini, comprendente sia manciù che cinesi Han, ad attaccare i resti dell'esercito ribelle di Li Zicheng, sconfiggendo e spingendo il nemico da Henan a Shaanxi.
Nel primo mese del 1645, conquistò il passo Tong e Xi'an, e nel secondo attaccò la dinastia Ming Meridionale (i resti della decaduta dinastia Ming). Nel quarto mese, conquistò la città di Yangzhou e uccise il comandante del presidio, Shi Kefa, dopo di che ordinò un massacro della popolazione. Il mese seguente, l'esercito di Dodo attraversò il Fiume Azzurro e occupò la capitale meridionale del Ming Nanchino facendo prigioniero il sovrano, l'Imperatore di Hongguang. Nel sesto mese conquistò Zhejiang e tornò a Pechino, dove ricevette il titolo di "Principe Deyu di Primo Grado" (和碩德豫親王).
Nel 1646, fu nominato "Grande Generale che Potrebbe Diffondere" (揚威 大將) e riuscì a reprimere una rebellions dei mongoli Sonid. Un anno dopo gli fu conferito il titolo di "Zio che assiste nel governo il principe Deyu di primo grado" (輔政叔和碩德豫親王).
Morì di vaiolo nel 1649. Si diceva che Dodo avesse un legame molto stretto con suo fratello Dorgon. Questi, che stava attaccando Jiang Xiang (姜 瓖) nello Shanxi, quando seppe che il fratello era gravemente malato, decise di tornare immediatamente a Pechino, ma quando giunse al passo Juyong, ricevette la notizia che Dodo era morto. Dorgon era così addolorato che si vestì con un abito semplice e pianse mentre correva verso Pechino.
Nel 1652, l'imperatore Shunzhi declassò postumamente Dodo allo status di junwang per la sua affiliazione con Dorgon, che l'imperatore percepì avesse avuto l'intenzione di usurpare il suo trono. Nel 1671, durante il regno di Kangxi, a Dodo fu concesso il nome postumo di "Tong" (通), e il suo titolo divenne "Principe Yutong di Secondo Rango" (多羅豫通郡王). Nel primo mese lunare del 1778, l'imperatore Qianlong reistaurò Dodo allo status di qinwang e creò un posto per lui nel tempio ancestrale dei Qing. Sette mesi dopo, fu costruito un santuario a lui dedicato nel Palazzo Mukden.